# يانا رامان
يانا رامان (15 فبراير 1991 بغنت في بلجيكا - ) هي لاعبة كرة سلة بلجيكية في مركز هجوم قوي الجسم. شاركت مع منتخب بلجيكا الوطني لكرة السلة للسيدات. أما مع النوادي، فقد لعبت مع Kangoeroes Basket Mechelen ‏ وBC Sint-Katelijne-Waver ‏ وBBC Kangoeroes Boom ‏ وDeclercq Stortbeton Waregem BC ‏.

## وصلات خارجية
- يانا رامان على موقع الاتحاد الدولي لكرة السلة (الإنجليزية)
- يانا رامان على موقع كرة السلة الأوروبية.كوم (الإنجليزية)
- يانا رامان على موقع بروبوليرز (الإنجليزية)
- يانا رامان على موقع سبورتس رفرنس (الإنجليزية)
- يانا رامان على موقع اللجنة الأولمبية الدولية (الإنجليزية)
- يانا رامان على موقع أوليمبيديا (الإنجليزية)
- يانا رامان على موقع اللجنة الأولمبية البلجيكية (الهولندية)